# Lew Iwanowitsch Rastorgujew

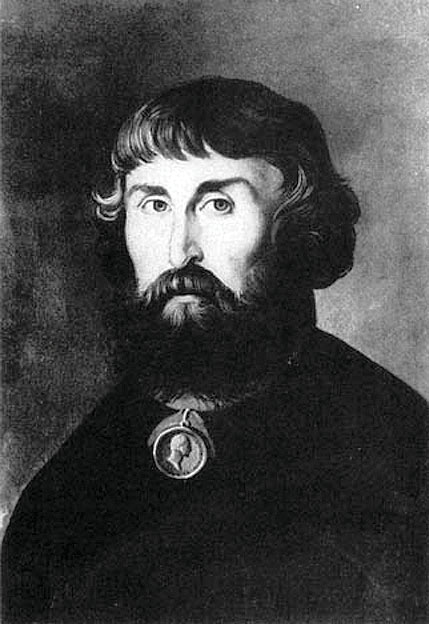
Lew Iwanowitsch Rastorgujew

Lew Iwanowitsch Rastorgujew (russisch Лев Иванович Расторгуев; * 1769 in Wolsk; † 31. Januarjul. / 12. Februar 1823greg. in Jekaterinburg) war ein russischer Unternehmer.

## Leben
Rastorgujew stammte aus einer Altgläubigen-Familie. Er begann seinen Berufsweg in einer Weinhandlung. Dann wurde er Angestellter des Weinsteuerpächters Wassili Alexejewitsch Slobin. Als Slobin die Steuerpacht in Jekaterinburg erhielt, reiste Rastorgujew zur Führung der Geschäfte dorthin.

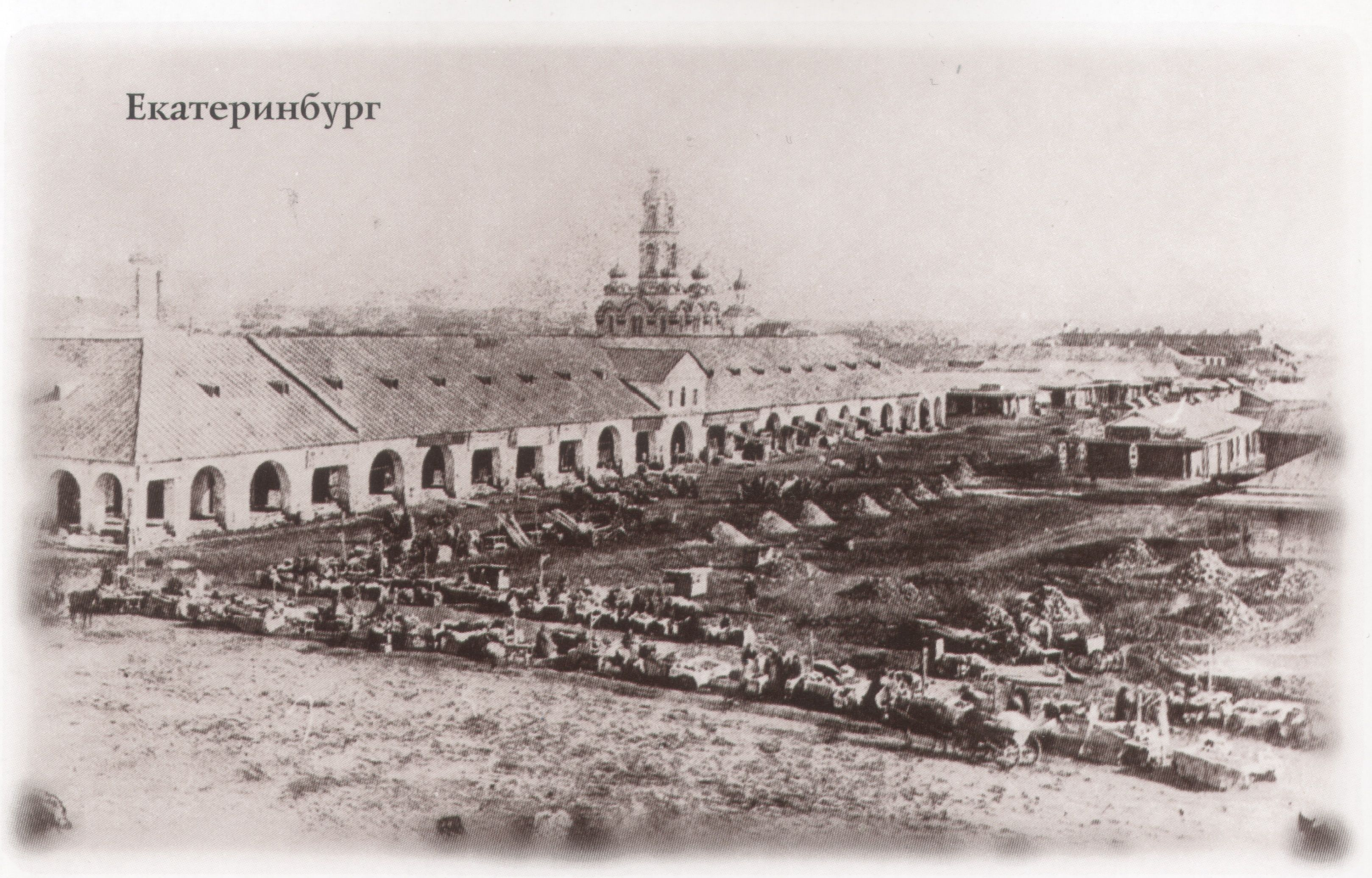
Gostiny Dwor und Handelsplatz (1890er Jahre), Jekaterinburg

Bald war Rastorgujew selbst Steuerpächter und verdiente sich ein Vermögen. Er erwarb einen Platz in der ersten Kaufmannsgilde. Er kaufte Immobilien von insolventen Kaufleuten und investierte in den Bau der neuen Jekaterinburger  Markthalle Gostiny Dwor.

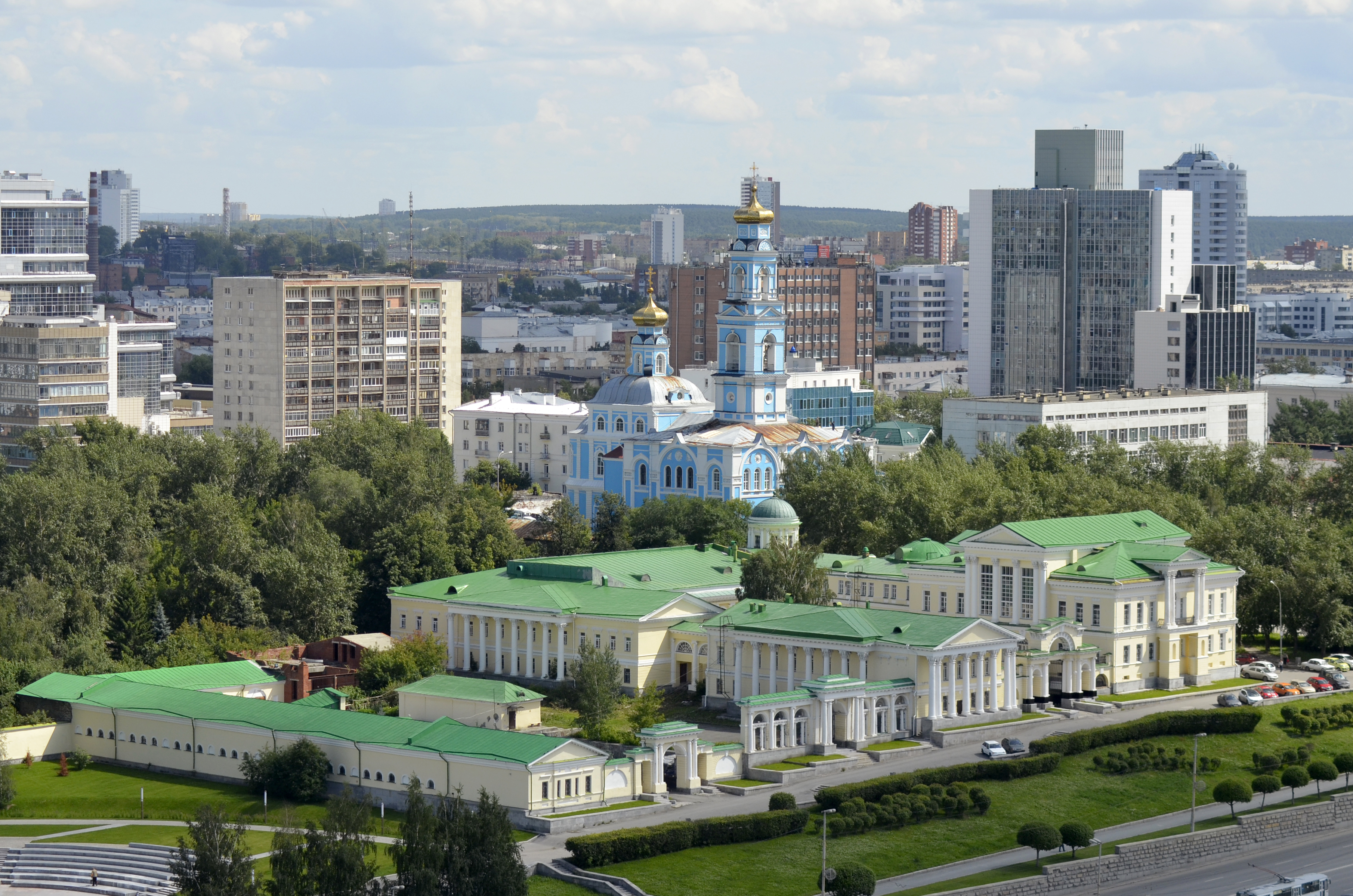
Rastorgujew-Charitonow-Herrenhaus, Karl-Liebknecht-Straße 44, Jekaterinburg

1806 kaufte Rastorgujew auf dem zentralen Jekaterinburger Hügel Wosnessenskaja Gorka ein zweistöckiges Haus, das er dann zu einem prächtigen Herrenhaus umbauen und erweitern ließ. Die Planung und Projektierung hatte der St. Petersburger Architekt Tommaso Adamini übernommen, während die Bauausführung der Architekt Michail Malachow leitete. Rastorgujew hielt sich nur selten in dem Herrenhaus auf und wohnte in seinem bescheideneren Haus am Sibirski Prospekt. 1808 bot er das Herrenhaus mit einem Schätzpreis von 133.300 Rubel zum Kauf an, aber es fand sich kein Käufer. Die Uraler Hüttenverwaltung mietete häufig das Herrenhaus zur Unterbringung hochgestellter Gäste, so dass 1824 der Kaiser Alexander I. und 1837 der Thronfolger Alexander II. hier wohnte. Dieses prächtige Herrenhaus-Ensemble beschrieb Dmitri Mamin-Sibirjak in seinem 1883 erschienenen Buch Priwalowskije Milliony (Priwalows Millionen).
1808 erwarb Rastorgujew von I. J. Chlebnikow das Njasepetrowsk-Hüttenwerk. Von 1809 bis 1817 kaufte er Hüttenwerke von Pjotr Demidow für insgesamt 1.240.000 Rubel. Mit den Werken mit den zugehörigen leibeigenen Bauern und dem Land bildete Rastorgujew den Bergbaubezirk Kyschtym, zu dem auch die Eisen- und Kupferhütten im Soimanowskaja-Tal gehörten. Neben Eisen und Kupfer gewann er auch Gold, was bis 1812 für Privatpersonen illegal war.
Rastorgujew führte seine Werke streng mit hohen Anforderungen. Er nahm am Leben der Altgläubigen teil. Er baute ein Altgläubigen-Männerkloster beim Kasli-Hüttenwerk, ein Frauenkloster am Anbasch-See bei Kyschtym und eröffnete Dutzende von Altgläubigen-Schulen.
Im Januar 1823 kam es in deb Kyschtym-Werken zu einem großen Aufstand der dort arbeitenden Bauern, der zum größten Bauernaufstand dieser Zeit im Ural wurde. Die Arbeiter beklagten die Misshandlungen, die ausgebliebenen Löhne und den Lebensmittelmangel. Die Behörden schickten etwa 3000 Soldaten zur Niederschlagung des Aufstands. Aufgrund der Zahlungsunfähigkeit des Besitzers wurden die Werke vorübergehend von der staatlichen Verwaltung übernommen. Rastorgujew starb am 31. Januarjul. / 12. Februar 1823greg. an einem Herzinfarkt. Er wurde auf dem Friedhof der Altgläubigen in Jekaterinburg begraben.
Rastorgujew hatte die Altgläubige Anna Fedotowna Korobkowa geheiratet und die beiden Töchter Marija und Jekaterina bekommen. Die Töchter heirateten nach dem Wunsch des Vaters die altgläubigen Kaufleute Pjotr Jakowlewitsch Charitonow und Alexander Grigorjewitsch Sotow. Nach dem Tod der Eltern übergaben die Töchter die Geschäftsführung des ererbten Familienunternehmens ihren Männern, die Alexander Sotows Vater und Geschäftsführer des Ober-Isset-Bergbaubezirks Grigori Sotow zum Geschäftsführer bestellten. Das Jekaterinburger Herrenhaus erhielten Marija und Pjotr Charitonow, der das Herrenhaus ausbaute und einen Englischen Garten anlegte. 1837 wurden Pjotr Charitonow und Grigori Sotow wegen Bauernmisshandlung nach Priosersk im Großfürstentum Finnland verbannt, wo sie dann starben. Die Uneinigkeit der Töchter führte zum Niedergang des Unternehmens, so dass im Januar 1842 die Kyschtym-Werke der staatlichen Verwaltung übergeben wurden.